# Thornhill (Hampshire)
Thornhill is een buitenwijk van (het bestuurlijke gebied) Southampton, in het Engelse graafschap Hampshire. De wijk telt 9460 inwoners.